# Topònims de Toralla
Llista de topònims del territori del poble de Toralla, a l'antic terme municipal de Toralla i Serradell, actualment integrat en el de Conca de Dalt, del Pallars Jussà.
| Tipus               | Topònim                            | Coordenades                                                  | Alt. (msnm) | Notes | Imatge                                     |
| ------------------- | ---------------------------------- | ------------------------------------------------------------ | ----------- | --- | ------------------------------------------ |
| Castell             | Castell de Toralla                 |                                                              |             | |                                            |
| Borda               | Borda del Rei                      |                                                              |             | |                                            |
| Bosc                | Rourera de Mascarell               |                                                              |             | |                                            |
| Cabana              | Cabana de la Font d'Ou             |                                                              |             | |                                            |
| Cabana              | Cabana de la Llacuna               |                                                              |             | |                                            |
| Corral              | Corral de la Serra de Mateu        |                                                              |             | |                                            |
| Església            | Sant Salvador de Toralla           |                                                              |             | |                                            |
| Església            | Santa Maria de Toralla             |                                                              |             | Romànica |                                            |
| Camp de conreu      | L'Abeller                          |                                                              |             | |                                            |
| Camp de conreu      | Arguilers                          |                                                              |             | |                                            |
| Camp de conreu      | Cap de Terme                       |                                                              |             | |                                            |
| Camp de conreu      | La Colomina                        |                                                              |             | |                                            |
| Camp de conreu      | La Cometa                          |                                                              |             | |                                            |
| Camp de conreu      | Esplanellars                       |                                                              |             | |                                            |
| Camp de conreu      | L'Estrada                          |                                                              |             | |                                            |
| Camp de conreu      | Farratges                          |                                                              |             | |                                            |
| Camp de conreu      | Figuerols                          |                                                              |             | |                                            |
| Camp de conreu      | La Font d'Ou                       |                                                              |             | |                                            |
| Camp de conreu      | La Llacuna                         |                                                              |             | |                                            |
| Camp de conreu      | La Llania                          |                                                              |             | |                                            |
| Camp de conreu      | La Pera                            |                                                              |             | |                                            |
| Camp de conreu      | Les Planasses                      |                                                              |             | |                                            |
| Camp de conreu      | Lo Planell                         |                                                              |             | |                                            |
| Camp de conreu      | Lo Racó de Miquel                  |                                                              |             | |                                            |
| Camp de conreu      | Rengueret                          |                                                              |             | |                                            |
| Camp de conreu      | Seix Curt                          |                                                              |             | |                                            |
| Camp de conreu      | La Sort                            | 42° 15′ 48.93″ N, 0° 56′ 11.27″ E / 42.2635917°N,0.9364639°E | ~780        | A llevant de Toralla, a prop i al nord-est de Mascarell i a migdia de la partida de Cap de Terme i al nord de la Font Vella, a l'esquerra de la llau de Mascarell. Actualment a la Sort hi ha una explotació agropecuària, al costat de la qual es conserva una mostra curiosa del pas de la Guerra Civil: un fals carro de combat, fet d'obra i amb un tronc d'arbre en comptes de canó, que fou construït amb finalitat dissuasiva. | - El carro de combat de la Sort de Toralla |
| Camp de conreu      | La Via                             |                                                              |             | |                                            |
| Camp de conreu      | Les Vinyes                         |                                                              |             | |                                            |
| Cavitat subterrània | El Caixot                          |                                                              |             | |                                            |
| Cavitat subterrània | L'Espluga                          |                                                              |             | |                                            |
| Cavitat subterrània | Cova de Toralla                    |                                                              |             | |                                            |
| Cavitat subterrània | Espluga Viella                     |                                                              |             | |                                            |
| Clot                | Clot de Mateu                      |                                                              |             | |                                            |
| Collada             | Coll de Toralla                    |                                                              |             | |                                            |
| Collada             | Collada Viella                     |                                                              |             | |                                            |
| Coma                | La Cometa                          |                                                              |             | |                                            |
| Curs d'aigua        | Llaueta del Canemàs                |                                                              |             | |                                            |
| Curs d'aigua        | Llaueta de Font d'Ou               |                                                              |             | |                                            |
| Curs d'aigua        | Llau de la Llacuna                 |                                                              |             | |                                            |
| Curs d'aigua        | Barranc de Mascarell               |                                                              |             | |                                            |
| Curs d'aigua        | Llau de Mascarell                  |                                                              |             | |                                            |
| Curs d'aigua        | Llau de la Vinya                   |                                                              |             | |                                            |
|                     | Baldoses                           |                                                              |             | |                                            |
|                     | Lo Balessar                        |                                                              |             | |                                            |
|                     | Lo Batllet                         |                                                              |             | |                                            |
|                     | La Borda del Rei                   |                                                              |             | |                                            |
|                     | La Bordeta                         |                                                              |             | |                                            |
|                     | Les Cabanes                        |                                                              |             | |                                            |
|                     | El Caixot                          |                                                              |             | |                                            |
|                     | Roca Colomer                       |                                                              |             | |                                            |
|                     | Comellans                          |                                                              |             | |                                            |
|                     | Escanemàs                          |                                                              |             | |                                            |
|                     | Escauberes                         |                                                              |             | |                                            |
|                     | Estornegals                        |                                                              |             | |                                            |
|                     | Los Feixancs                       |                                                              |             | |                                            |
|                     | La Font Vella                      |                                                              |             | |                                            |
|                     | Font de Joanet                     |                                                              |             | |                                            |
|                     | Mascarell                          |                                                              |             | |                                            |
|                     | Les Paüls                          |                                                              |             | |                                            |
| Partida rural       | Prat del Roi                       |                                                              |             | |                                            |
| Partida rural       | Prats                              |                                                              |             | |                                            |
| Partida rural       | Raidonal                           |                                                              |             | |                                            |
| Partida rural       | Saviner                            |                                                              |             | |                                            |
|                     | Lo Seixet                          |                                                              |             | |                                            |
|                     | Sentinó                            |                                                              |             | |                                            |
|                     | La Serra de Ramonic                |                                                              |             | |                                            |
|                     | Sota el Coll                       |                                                              |             | |                                            |
|                     | Torricó                            |                                                              |             | |                                            |
| Entitat de població | Toralla                            |                                                              |             | |                                            |
| Font                | Font de la Canaleta                |                                                              |             | |                                            |
| Font                | Font de Mascarell                  |                                                              |             | |                                            |
| Font                | Font d'Ou                          |                                                              |             | |                                            |
| Font                | Font Vella                         |                                                              |             | |                                            |
| Masia               | Mascarell                          |                                                              |             | |                                            |
| Masia               | Casa del Serrat                    |                                                              |             | |                                            |
| Masia               | Mascarell                          |                                                              |             | |                                            |
| Masia               | Casa del Serrat                    |                                                              |             | |                                            |
| Muntanya            | L'Arreposador                      |                                                              |             | |                                            |
| Muntanya            | El Casot                           |                                                              |             | |                                            |
| Muntanya            | Lo Castell                         |                                                              |             | |                                            |
| Muntanya            | Tossal del Càvet                   |                                                              |             | |                                            |
| Muntanya            | Turó dels Graus                    |                                                              |             | |                                            |
| Muntanya            | Turó de la Mola Mora               |                                                              |             | |                                            |
| Muntanya            | Lo Raset                           |                                                              |             | |                                            |
| Muntanya            | Turó de la Roca Dreta              |                                                              |             | |                                            |
| Muntanya            | Turó de la Roca de Migdia          |                                                              |             | |                                            |
| Muntanya            | Santes Creus                       |                                                              |             | |                                            |
| Muntanya            | Saviner                            |                                                              |             | |                                            |
| Muntanya            | Lo Tossal                          |                                                              |             | |                                            |
| Plana               | Esplanellars                       |                                                              |             | |                                            |
| Plana               | Les Planasses                      |                                                              |             | |                                            |
| Plana               | Lo Planell                         |                                                              |             | |                                            |
| Roca                | Roca Colomer                       |                                                              |             | |                                            |
| Serra               | Serrat de l'Arnal                  |                                                              |             | |                                            |
| Serra               | Serrat de Berbui                   |                                                              |             | |                                            |
| Serra               | Serra de Ramonic                   |                                                              |             | |                                            |
| Serra               | Muntanya de Santa Magdalena        |                                                              |             | |                                            |
| Serra               | Serra de Sant Salvador             |                                                              |             | |                                            |
| Via de comunicació  | Camins dels Camps                  |                                                              |             | |                                            |
| Via de comunicació  | Camí de Mascarell                  |                                                              |             | |                                            |
| Via de comunicació  | Pista de la Serra de Sant Salvador |                                                              |             | |                                            |
| Via de comunicació  | Camí Vell de Toralla               |                                                              |             | |                                            |
| Via de comunicació  | Carretera de Toralla               |                                                              |             | |                                            |
| Via de comunicació  | Pista de Toralla a Torallola       |                                                              |             | |                                            |
| Via de comunicació  | Carretera de Toralla a Vilanova    |                                                              |             | |                                            |
| Costa               | La Costa                           |                                                              |             | |                                            |
| Costa               | Costa del Toll                     |                                                              |             | |                                            |